# Ernst von Prittwitz und Gaffron
Ernst Karl Ferdinand von Prittwitz und Gaffron (20 de enero de 1833 - 24 de febrero de 1904) fue un Teniente General real prusiano y Caballero de Justicia de la Orden de San Juan.

## Familia
Von Prittwitz nació en Posen, Prusia (moderna Poznań, Polonia), era originario de la antigua familia noble de la casa de von Prittwitz y era hijo del General de Infantería prusiano y Director de Fortificaciones Moritz Karl Ernst von Prittwitz y de Domicilie von Colbe.
El 26 de noviembre de 1885 se casó con Franziska Freiin von Türckheim zu Altdorf (14 de junio de 1855 en Karlsruhe - 8 de mayo de 1936 ibidem), hija del Chambelán Gran Ducal Badense, enviado y terrateniente Hans Freiherr von Türckheim zu Altdorf, Señor de Altdorf y Orschweier (Distrito de Lahr, Baden), y de Fanny Freiin von Hardenberg (Casa de Ober-Wiederstedt).
Von Prittwitz era Caballero de Justicia de la Orden de San Juan (Bailiazgo de Brandeburgo). Murió en Karlsruhe.

## Carrera militar
En 1851 von Prittwitz se unió a la Artillería de la Guardia en Berlín, pasó a ser Teniente Segundo en 1853 y Teniente Primero en 1861. En la Segunda Guerra de Schleswig contra Dinamarca fue asignado al General Helmuth von Moltke, Jefe de Estado Mayor del Ejército prusiano. Aquí participó en Wyk auf Föhr en la captura de Otto Christian Hammer y el 29 de junio de 1864 tomó parte en la batalla de Als.
Promovido a Capitán con 32 años de edad en 1865, comandó una batería de la Artillería de la Guardia en Berlín desde 1867.
Al comienzo de la guerra austro-prusiana de 1866 era comandante de una batería montada de la Guardia y como tal participó en la campaña en Bohemia. Esta batería fue asignada al recién formado Regimiento N.º 10 de Artillería de Campo Hanoveriano. Prittwitz fue así desplegado en Hannover en otoño de 1866 pero en menos de un año retornó a Berlín.
Después de la guerra Prittwitz emprendió una serie de viajes al extranjero, incluyendo Inglaterra, Francia, España e Italia, y en 1869 fue a Rumania como consejero del Príncipe Federico III de Hohenzollern con quien viajó a parte de Oriente.
En la guerra franco-prusiana Prittwitz tomó parte en las batallas de Gravelotte, Sedan —aquí fue herido por una granada— y en la conquista de Montmédy. Su batería fue la primera en alcanzar la colina de St. Privat cerca de Gravelotte y luchó fieramente contra los franceses, lo que no solo mereció la mención del emperador Guillermo I, sino que Napoleón III lo felicitara.
Fue promovido a Mayor en 1872, Coronel en 1883 y fue hecho oficial comandante de la 7.ª brigada de artillería de campo en 1886. Mayor General desde 1888, Prittwitz se retiró en 1890.

## Honores y condecoraciones
Prittwitz fue hecho ciudadano honorario de Wyk auf Föhr.

### Condecoraciones
- Orden del Águila Roja 4.ª clase con espadas (1864)
- Orden de la Corona 4.ª clase con espadas (1866)
- varias órdenes de caballería extranjeras